# Stanisław Cybula
Stanisław Cybula (ur. 5 lutego 1952 w Zamościu) – polski samorządowiec, w latach 2018–2024 i 2002–2014 starosta powiatu drawskiego.       

## Życiorys
Jest synem Józefy i Stanisława. Ukończył I Liceum Ogólnokształcące im. Hetmana Jana Zamoyskiego w Zamościu.
Zaangażował się w działalność polityczną w ramach Sojuszu Lewicy Demokratycznej. W wyborach samorządowych w 2002 roku kandydował z list SLD-UP do rady powiatu drawskiego, uzyskał mandat z wynikiem 430 głosów (4,99%). Po wyborach rada powiatu powołała go na funkcję starosty. Zastąpił na tej funkcji Wiktora Wosia. Został wybrany przewodniczącym rady powiatowej SLD. W październiku 2005 roku wraz ze starostami polickim Henrykiem Ćwiaczem, wałeckim Januszem Różańskim oraz goleniowskim Jerzym Jabłońskim był uczestnikiem skandalu związanego ze spożywaniem alkoholu podczas wycieczki do Parlamentu Europejskiego zorganizowanej przez europosła Bogusława Liberadzkiego. Jeden z dziennikarzy biorących udział w wycieczce relacjonował, że starostowie zachowywali się wulgarnie oraz agresywnie, zaczepiając współpasażerów (wśród uczestników wycieczki byli m.in. licealiści).
W wyborach samorządowych w 2006 roku został ponownie wybrany radnym powiatu, uzyskał wówczas 529 głosów (6,50%). Po wyborach został ponownie wybrany starostą. We wrześniu 2010 roku był współzałożycielem Konwentu Współpracy Samorządowej Polska – Ukraina. Został jego pierwszym przewodniczącym. W wyborach samorządowych w tym samym roku uzyskał reelekcję na funkcji radnego powiatu uzyskując 778 głosów (9,62%). Po wyborach utrzymał fotel starosty. W wyborach parlamentarnych w 2011 roku bezskutecznie ubiegał się o mandat posła na Sejm RP z list SLD, otrzymał 1386 głosów (0,64%). W wyborach w 2014 roku ponownie uzyskał mandat radnego powiatu drawskiego otrzymując 483 głosy (7,21%).  1 grudnia tego samego roku na stanowisku starosty zastąpił go Stanisław Kuczyński.
W wyborach parlamentarnych w 2015 roku ponownie bezskutecznie kandydował do Sejmu z list Zjednoczonej Lewicy. W wyborach w 2018 roku został wybrany radnym powiatu drawskiego, uzyskał 921 głosów (10,53%). 23 listopada tego samego roku powrócił na funkcję starosty. W 2019 roku został członkiem Wojewódzkiej Rady Rynku Pracy. W 2021 roku został przewodniczącym struktur Lewicy w Drawsku Pomorskim. 11 marca 2024 roku został powołany przez ministra obrony narodowej do Zespołu Doradców Ministra Obrony Narodowej do spraw współpracy z samorządem terytorialnym. W wyborach samorządowych w tym samym roku ponownie został radnym powiatu otrzymując 640 głosów. 7 maja na funkcji starosty zastąpił go Jacek Kozłowski z Platformy Obywatelskiej. 

## Odznaczenia i wyróżnienia

### Odznaczenia państwowe
- Złoty Krzyż Zasługi (1997)[23]
- Brązowa Odznaka „Zasłużony dla Ochrony Przeciwpożarowej” (2011)[24]
- Złoty „Medal „Za zasługi dla obronności kraju” (2013)[25]
- Złota "Odznaka Honorowa Gryfa Zachodniopomorskiego" (2010)[26]

### Wyróżnienia
- Tytuł "Zasłużony dla gminy Drawsko Pomorskie" (1997)[27]
- Tytuł "Samorządowiec 25-lecia" (2023)[28]
- Odznaczenie Bene Meritus Powiatom nadawane przez Związek Powiatów Polskich[28]
- Złota odznaka "Zasłużony dla Polskiego Stowarzyszenia Diabetyków" (2010)[29]